# Vincenzo Pinton
Pour les articles homonymes, voir Pinton.
Vincenzo Pinton (né le 14 mars 1914 à Vicence, dans la province de Vicence, en Vénétie et mort le 8 avril 1980 à Venise) était un escrimeur italien.

## Biographie
Aux Jeux olympiques d'été de 1936 à Berlin, Vincenzo Pinton a été sacré vice-champion olympique au sabre par équipe. Après la Seconde Guerre mondiale, il participait à nouveau aux Jeux olympiques d'été de 1948 où il devenait champion vice-champion olympique au sabre individuel et était encore médaillé d'argent par équipe. Pour ses derniers Jeux, à l'âge de 38 ans, il parvenait à se qualifier pour la finale du sabre et se contentait de la septième place mais obtenait une quatrième et dernière médaille d'argent dans la compétition par équipe.

## Palmarès

### Jeux olympiques d'été
- Jeux olympiques de 1936 à Berlin ( Reich allemand) 
  - 5e au sabre individuel
  -  Médaille d'argent au sabre par équipe
- Jeux olympiques de 1948 à Londres ( Angleterre) 
  -  Médaille d'argent au sabre individuel
  -  Médaille d'argent au sabre par équipe
- Jeux olympiques de 1952 à Helsinki ( Finlande) 
  - 7e au sabre individuel
  -  Médaille d'argent au sabre par équipe

### Championnats du monde d'escrime
- Championnats internationaux de 1933 à Budapest ( Hongrie)
  -  Médaille d'argent au sabre par équipe
- Championnats internationaux de 1934 à Varsovie ( Pologne)
  -  Médaille d'argent au sabre par équipe
- Championnats internationaux de 1935 à Lausanne ( Suisse)
  -  Médaille d'argent au sabre par équipe
- Championnats du monde de 1947 à Lisbonne ( Portugal)
  -  Médaille d'or au sabre par équipe
- Championnats du monde de 1949 au Caire ( Égypte)
  -  Médaille de bronze au sabre individuel
  -  Médaille d'or au sabre par équipe
- Championnats du monde de 1950 à Monaco ( Monaco)
  -  Médaille d'argent au sabre individuel
  -  Médaille d'or au sabre par équipe
- Championnats du monde de 1951 à Stockholm ( Suède)
  -  Médaille d'argent au sabre par équipe
- Championnats du monde de 1953 à Bruxelles ( Belgique)
  -  Médaille d'argent au sabre par équipe